# 8803 Kolyer
8803 Kolyer eller 1981 EL34 är en asteroid i huvudbältet som upptäcktes den 2 mars 1981 av den amerikanska astronomen Schelte J. Bus vid Siding Spring-observatoriet. Den är uppkallad efter Deborah E. Schwartz Kolyer.
Asteroiden har en diameter på ungefär 11 kilometer.